# Žďár (district de Blansko)
Pour les articles homonymes, voir Žďár.
Žďár (en allemand : Schdiar) est une commune du district de Blansko, dans la région de Moravie-du-Sud, en République tchèque. Sa population s'élevait à 412 habitants en 2020.

## Géographie
Žďár se trouve à 5 km à l'est-nord-est de Rájec-Jestřebí, à 8 km au nord-nord-est de Blansko, à 27 km au nord-nord-est de Brno et à 179 km à l'est-sud-est de Prague.
La commune est limitée par Němčice au nord, par Sloup à l'est, par Vavřinec et Petrovice au sud, et par Rájec-Jestřebí et Kuničky à l'ouest.

## Histoire
La première mention écrite de la localité date de 1371.